# Liwa al-Tawhid
Le Liwa al-Tawhid (arabe : لواء التوحيد, « La Brigade du Tawhid ») était un groupe rebelle actif lors de la guerre civile syrienne. Affilié à l'Armée syrienne libre, puis au Front islamique, il est en 2012 et 2013 le plus puissant groupe rebelle dans le gouvernorat d'Alep. Il se désagrège en 2014 après la mort de son chef Abd al-Qader Salah.

## Histoire

### Fondation
À l'été 2012, l'ensemble de la région au nord d'Alep passe aux mains de l'opposition. Le 18 juillet 2012, la plupart des groupes insurgés de la région se rassemblent au sein du Liwa al-Tawhid. Dès le lendemain, le nouveau groupe rebelle lance le début de la bataille d'Alep,.

### Affiliations
La brigade est initialement liée à l'Armée syrienne libre, elle rejoint le Front islamique de libération syrien en 2012, puis le Front islamique en 2013,.
Le 19 novembre 2012, des hommes du Liwa al-Tawhid, du Front al-Nosra, d'Ahrar al-Cham et de onze autres groupes annoncent dans une vidéo qu'ils rejettent la Coalition nationale des forces de l'opposition et de la révolution (CNFOR). Cependant un porte-parole du Liwa al-Tahwid déclare que « des membres de l’organisation ont participé à la vidéo sans en référer aux commandants » et lendemain le Liwa Tawhid dément l'annonce de la veille, de même qu'Ahrar al-Cham, et réaffirme son soutien au CNFOR.

### Dissolution
Après la mort en novembre 2013 de son chef, Abd al-Qader Salah, le Liwa al-Tawhid se désagrège progressivement au cours de l'année 2014 et la plupart de ses combattants fondent d'autres groupes, tels que le Front du Levant, Al-Fauj al-Awwal ou les Bataillons islamiques al-Safwah,,,.

## Idéologie
Le groupe est islamiste sunnite proche des Frères musulmans,. Le groupe se déclare « modéré », en avril 2013 il condamne l'allégeance du Front al-Nosra à al-Qaïda. En 2013 son chef, Abd al-Qader Salah, prône un « État islamique issu d'élections libres ». Selon Stéphane Mantoux, agrégé d'histoire et spécialiste du conflit syrien : « Liwa al-Tawhid veut à l'origine remplacer le régime Assad par un État gouverné par les principes de la charia mais dirigé par une autorité civile, avec des élections et un certain respect des minorités ».

## Organisation

### Commandement

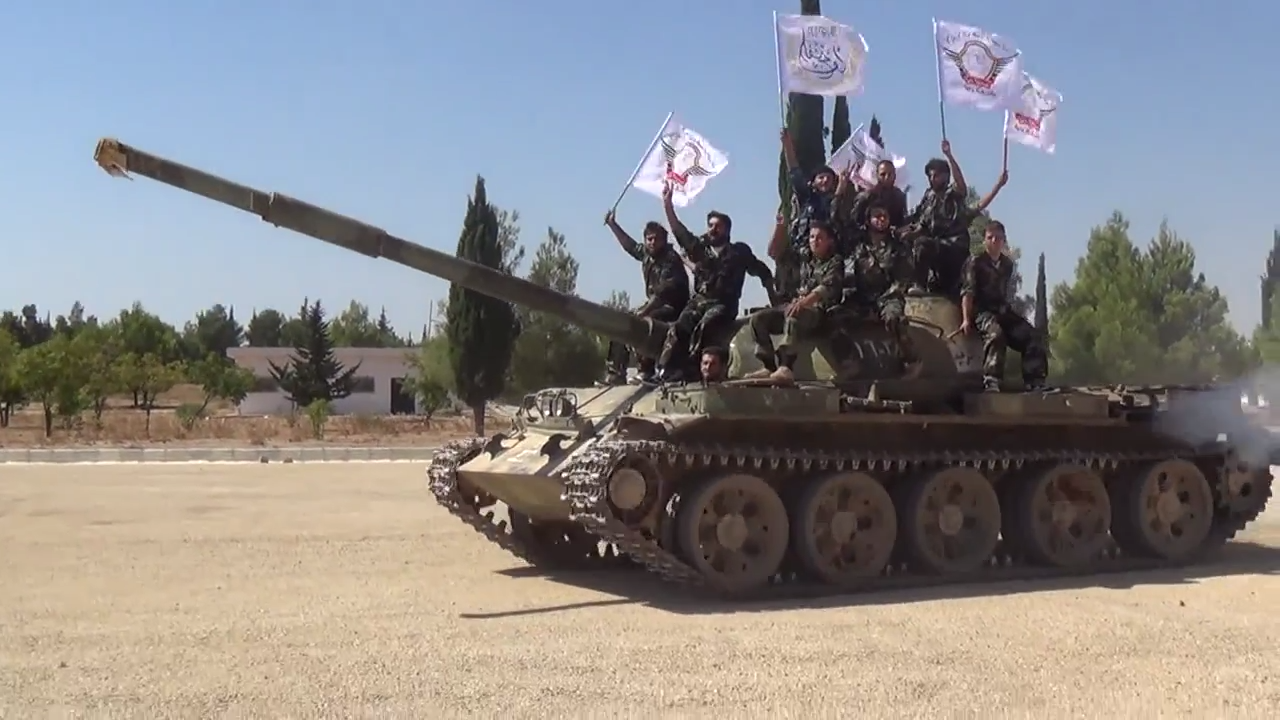
Des hommes du Liwa al-Tawhid avec un char T-62 à Tall Rifaat, le 13 septembre 2013.

Le chef et fondateur de la brigade, Abd al-Qader Salah, est tué le 17 novembre 2013. Adnan Bakkour lui succède avant d'être tué à son tour en janvier 2014 à Alep par un attentat-suicide de l'État islamique en Irak et au Levant. Le commandement passe ensuite à Abdelaziz Salameh. Mais après la mort de son chef fondateur, le groupe se désagrège et perd une large partie de ses combattants qui passent à d'autres brigades,.

### Effectifs
Le groupe est fort de 8 000 à 12 000 hommes vers fin 2013,,.

### Zones d'opérations
le groupe est actif dans le gouvernorat d'Alep et le gouvernorat de Homs. Il forme de 2012 à 2014 la plus importante brigade rebelle engagée dans la bataille d'Alep,,.

## Financement
Pour son financement, la brigade est soutenue par la Turquie et le Qatar. Elle bénéficie également du soutien de Jamaan Herbash, ancien député islamiste du Koweït et dirigeant de la branche locale des Frères musulmans, qui a lancé une collecte de fonds à cette fin.

## Désignation comme organisation terroriste
Liwa al-Tawhid est classé comme organisation terroriste par la République arabe syrienne, et les Émirats arabes unis.